# Мовілень (комуна, Ясси)
Мовілень, Мовілені (рум. Movileni) — комуна у повіті Ясси в Румунії. До складу комуни входять такі села (дані про населення за 2002 рік):
- Єпурень (882 особи)
- Ларга-Жижія (744 особи)
- Мовілень (512 осіб) — адміністративний центр комуни
- Потинджень (981 особа)

Комуна розташована на відстані 336 км на північ від Бухареста, 25 км на північний захід від Ясс.

## Населення
За даними перепису населення 2002 року у комуні проживали 3119 осіб.
Національний склад населення комуни:
| Національність | Кількість осіб | Відсоток |
| -------------- | -------------- | -------- |
| румуни         | 3113           | 99,8%    |
| цигани         | 3              | 0,1%     |
| поляки         | 1              | < 0,1%   |
| китайці        | 1              | < 0,1%   |

Рідною мовою назвали:
| Мова      | Кількість осіб | Відсоток |
| --------- | -------------- | -------- |
| румунська | 3116           | 99,9%    |
| польська  | 1              | < 0,1%   |
| китайська | 1              | < 0,1%   |

Склад населення комуни за віросповіданням:
| Релігія       | Кількість осіб | Відсоток |
| ------------- | -------------- | -------- |
| православні   | 3086           | 98,9%    |
| римо-католики | 15             | 0,5%     |
| адвентисти    | 8              | 0,3%     |
| п'ятдесятники | 7              | 0,2%     |
| мусульмани    | 2              | 0,1%     |
| атеїсти       | 1              | < 0,1%   |

## Зовнішні посилання
- Дані про комуну Мовілень на сайті Ghidul Primăriilor [Архівовано 19 травня 2009 у Wayback Machine.]